# 1252
Cette page concerne l'année 1252  du calendrier julien. Pour l'année 1252 av. J.-C., voir 1252 av. J.-C.
L'année 1252 est une année bissextile qui commence un lundi.

## Événements
- Avril : Louis IX de France conclut le traité de Césarée avec les Mamelouks qui libèrent les derniers prisonniers croisés en échange d’une alliance contre les Ayyoubides de Syrie, promettent la restitution de Jérusalem, Bethléem et de presque tout l’ancien royaume de Jérusalem en deçà du Jourdain. Mais comme rien de décisif n’a été obtenu, les Mamelouks font la paix avec les Syriens à l’instigation du calife en 1253[1].
- Juin[2]: Kubilai Khan mène une campagne contre l’empire indépendant de Dali, situé dans la région du Yunnan, en Chine. Le pays est conquis en 1253. Kubilai laisse la dynastie Bai sur le trône, après l’avoir soumise au tribut, et laisse des gouverneurs mongols pour la contrôler. Il charge Ouriyang-daï d’étendre l’autorité des Mongols sur les peuples tibétains voisins du Yunnan. Le Tibet est annexé en 1256[3].
- Août : à la suite de la mort de Güyük, le khan de Djaghataï Yissu Mangu est destitué par Möngke pour avoir appuyé la branche d’Ögödei contre sa candidature. Kara Hülegü retrouve le pouvoir, mais il meurt la même année. S’est sa veuve Orghana Katun qui dirige le khanat de Djaghataï jusqu’en 1261. Elle fait exécuter Yissu Mangu[4].

- Installation du grand Bouddha en bronze de Kamakura au Japon[5].

### Europe

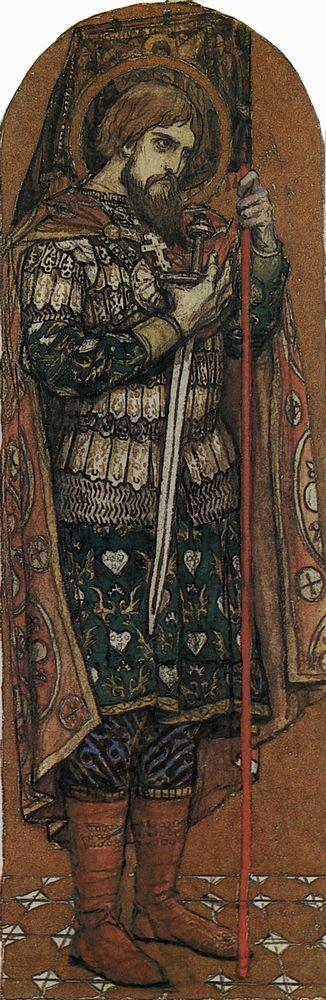
Alexandre Nevski, grand-prince de Vladimir

- 3 février[6] : mort de Sviatoslav IV Vladimirski à Iouriev-Polski. Son fils Alexandre Iaroslavitch Nevski obtient du khan de la Horde d'Or l'investiture de la principauté de Vladimir au détriment d'André II Vladimirski (fin en 1263)[7]. Début de l'unification de la Russie sous le contrôle des Khans mongols de la Horde d'or.
- 11 février : Ottokar Přemysl de Bohême épouse Marguerite (elle a 18 ans de plus que lui), veuve de Frédéric le Querelleur et héritière de la Styrie[8].
- Février : l'université de Paris adopte un statut qui limite le nombre de chaires à une par couvent[9]. Les maîtres séculiers entament leur lutte contre les ordres mendiants (fin en 1260).
- 15 mai : le pape Innocent IV autorise l'Inquisition à recourir à la torture contre les hérétiques par la bulle Ad exstirpanda[10].
- 23 mai, Gand : la comtesse de Flandre Marguerite accorde des privilèges aux marchands[11]. Un comptoir de la Hanse est fondé à Bruges[12]. L’union Lübeck-Hambourg est renforcée par la signature de traités commerciaux avantageux avec la Flandre. Bruges prend une importance considérable dans le développement de la Hanse.
- 1er juin : 
  - Guillaume de Hollande convoque une diète à Francfort durant laquelle son compétiteur Conrad IV et ses partisans sont déchus de leurs fiefs[13].
  - Début du règne d'Alphonse X le Sage, roi de Castille (jusqu'en 1284)[14].
- 29 juin : Abel de Danemark est tué d'un coup de hache à Pellworm dans un combat contre les Frisons du Nord[15]. Ses deux fils étant mineurs, son frère Christophe Ier est reconnu roi de Danemark (fin en 1259). Il lutte contre les évêques Danois qui jettent l’interdit sur le royaume.
- 26 juillet : la ville de Marseille reconnait la suzeraineté du comte de Provence par un compromis qui lui assure une large autonomie jusqu’en 1257[16].
- 29 juillet[17] : les chevaliers teutoniques fondent la ville de Memel à l’embouchure du Niémen.
- 19 août[18] : première mention de Stockholm, fondée par Birger Jarl, à l'occasion d'une assemblée de nobles. La ville, pratiquement inexpugnable, protège la région du lac Mälar, la plus riche de Suède à l’époque, des raids des pirates caréliens. Birger Jarl fait appel à des marchands et des artisans allemands à Stockholm. L’essor de la ville est accéléré par l’exploitation des mines de cuivre de Falun à partir de 1280.

- Le Khan de la Horde d'or Berké se convertit à l'Islam[19].
- Frappe du premier florin d'or à Florence, monnaie qui sera acceptée dans toute l'Europe. Frappe du genovino à Gênes, qui pèse comme le florin 3,53 g d'or[20].
- Compilation des Tables alphonsines sur ordre d'Alphonse X de Castille
- Enseignement de Thomas d'Aquin à Paris (1252-1259 et 1269-1272)[21].